# Национална библиотека Азербејџана
Национална библиотека Азербејџана Мирзе Фатали Ахундов (азер. Mirzə Fətəli Axundov adına Azərbaycan Milli Kitabxanası) је национална библиотека Азербејџана са седиштем у Бакуу. Данас представља главни информативни и културни центар земље. Њен главни задатак је похрана и умреживање (дигитализација) свих књига, зборника, радова, новина, часописа и остале штампе обављене у Азербејџану.
Библиотека је основана 1922. године и добила је име по азербејџанском драмском писцу и филозофу Мирзи Ахундову. Украшена је статуама разних писаца и песника као што су: Незами Ганџави, Махсати, Узеир Хаџибејли, Шота Руставели, Александар Пушкин и други. Зграда има четири спрата, а збирка књига од 4,5 милиона јединица подељена је на осам нивоа. Посебно дизајнирани лифтови доносе књиге крајњим корисницима, док читаоница има 500 места. Књиге се могу наручити путем електронске поште уз претходну електронску регистрацију.
Зграду је пројектовао азербејџански архитекта Михаил Хусејнов.

## Историја
Азербејџанска национална библиотека је основана 1922. године, док је на садашњу локацију премештена 23. маја 1923. године. Пуни назив библиотеке у почетку је био Главна библиотека и Државна библиотека Азербејџана. Данашњи назив библиотека је добила 11. јула 1939. године.
Године 1962. библиотека је добила дозволу да ствара везе и размењује искуства са Француском националном библиотеком. Статус народне библиотеке стекла је 2004. године одлуком надлежног министарства. Годину дана касније библиотека је постала чланица Међународне организације европских националних библиотека. Тако је Азербејџан после Русије постао друга постсовјетска земља чланица те организације. Ова организација тренутно обједињује 54 европске библиотеке, које на тај начин чине јединствен систем који омогућава креирање европског електронског каталога књига.

## Књижни фонд
Укупан књижни фонд износи 4,513 милиона јединица и обухвата књиге, штампану грађу, новине, фасцикле, дисертације и другу евиденцију. Фонд такође укључује копије свих новина које су излазиле током совјетске ере. Такође, библиотека добија по четири примерка сваке књиге и по два примерка сваког часописа и дневних новина који се издају у Азербејџану. Такође чува микрофилмове и фотографије новина које су излазиле у Азербејџану пре бољшевичке револуције.